# 夏长馨
夏长馨（1912年6月—1988年8月），别名兰奇，河北武清人，玉雕艺术家，首届中国工艺美术大师。

## 生平
夏长馨之父夏永元是玉器艺人。受其父影响，他13岁时进入北京“玉成祥”玉器店当学徒，师从玉雕艺人李耀。中华人民共和国成立后，他于1956年被北京市政府评为“老艺人”。1957年，出任北京工艺美术研究所研究员。1979年，当选第一届中国工艺美术大师（当时称为“中国工艺美术家”）。1986年，北京工美集团授予其“特级工艺美术大师”称号。